# 福島県道169号磐城太田停車場線
福島県道169号磐城太田停車場線（ふくしまけんどう169ごう いわきおおたていしゃじょうせん）は、福島県南相馬市にある一般県道である。

## 路線概要
- 起点：福島県南相馬市原町区高字金井神（JR常磐線 磐城太田駅前）
- 終点：福島県南相馬市原町区矢川原字川原内
- 総延長：2.255 km[1]
  - 実延長：総延長に同じ
- 路線認定年月日：1959年8月31日[2]

### 道路施設
益田橋
- 全長：50.15 m
  - 主径間：27.075 m
- 幅員：7.5（10.0） m
- 形式：2径間単純PCポステンT桁橋
- 竣工：1985年度

原町区益田から同区高に跨り、二級水系太田川を渡る。旧橋は幅員4.3 mと対面交通ができない隘路であったため、1983年度地方道橋梁整備事業として架け替えが行われた。総事業費は1億8750万円。

## 通過する自治体
- 福島県
  - 南相馬市

## 接続・交差する道路
- 福島県道261号大甕磐城太田停車場線（原町区高字金井神 起点）
- 福島県道120号浪江鹿島線（原町区矢川原字川原内 終点）

## 沿線
- JR常磐線 磐城太田駅
- 南相馬市立太田小学校